# Qui Nguyen
Qui Nguyen est un joueur de poker professionnel viêtnamo-américain, né en 1977. Il est le vainqueur du Main Event des World Series of Poker 2016.

## Biographie
Nguyen est né au Vietnam avant d'émigrer aux États-Unis en 2001 à l'âge de 24 ans. Il s'est initialement installé en Californie avant de se déplacer à Las Vegas en 2007. Nguyen a commencé à jouer au poker en 2003 et a signé quelques petites performances sur des tournois à faible buy-in.
Sa seule place payée sur un "Major" concerne un tournoi à $ 1,500 en No Limit Hold'em lors des WSOP 2009.
Nguyen a remporté son siège dans le Main Event 2016 grâce à un satellite à 1 100 $ et a atteint les November Nine en position de second.
Le 2 novembre 2016, il remporte le Main Event des WSOP, gagnant 8 005 310 $.
Après une table finale qui a duré 364 mains, Nguyen a défait Gordon Vayo à la 181e main du heads-up avec K ♣ 10 ♣ contre J ♠ 10 ♠.

### Bracelet WSOP
| Année | Tournoi                             | Prix (US$) |
| ----- | ----------------------------------- | ---------- |
| 2016  | $10,000 No Limit Hold'em Main Event | $8,005,310 |